# Djinet
Ne doit pas être confondu avec Djanet.
Djinet (جنات en arabe) est une commune de la wilaya de Boumerdès au centre nord deAlgérie, dans la daïra de Bordj Ménaïel.

## Géographie
Djinet est une petite ville côtière algérienne, située dans le littoral du Daïra de Bordj Menaiel, entourée par bordj menaiel, sidi daouad et lagata. Elle est située à 15 km au Nord-Est de Bordj Menaïel, la plus grande ville des environs, et à 25 km du chef-lieu de wilaya.
| Mer Méditerranée          | Mer Méditerranée                    | Mer Méditerranée, Sidi Daoud |
| Mer Méditerranée, Leghata | Djinet                              | Sidi Daoud, Ouled Aïssa      |
| Leghata                   | Leghata, Bordj Menaïel, Ouled Aïssa | Ouled Aïssa                  |

La ville compte 21 966 habitants depuis le dernier recensement de la population (2008).

### Routes
Djinet est desservie par plusieurs routes nationales:
- Route nationale 24: RN24 (Route de Béjaïa).
- Route nationale 68: RN68 (Route de Draâ El Mizan).

### Ressources hydriques
La commune est traversée par l'Oued Isser.

## Histoire

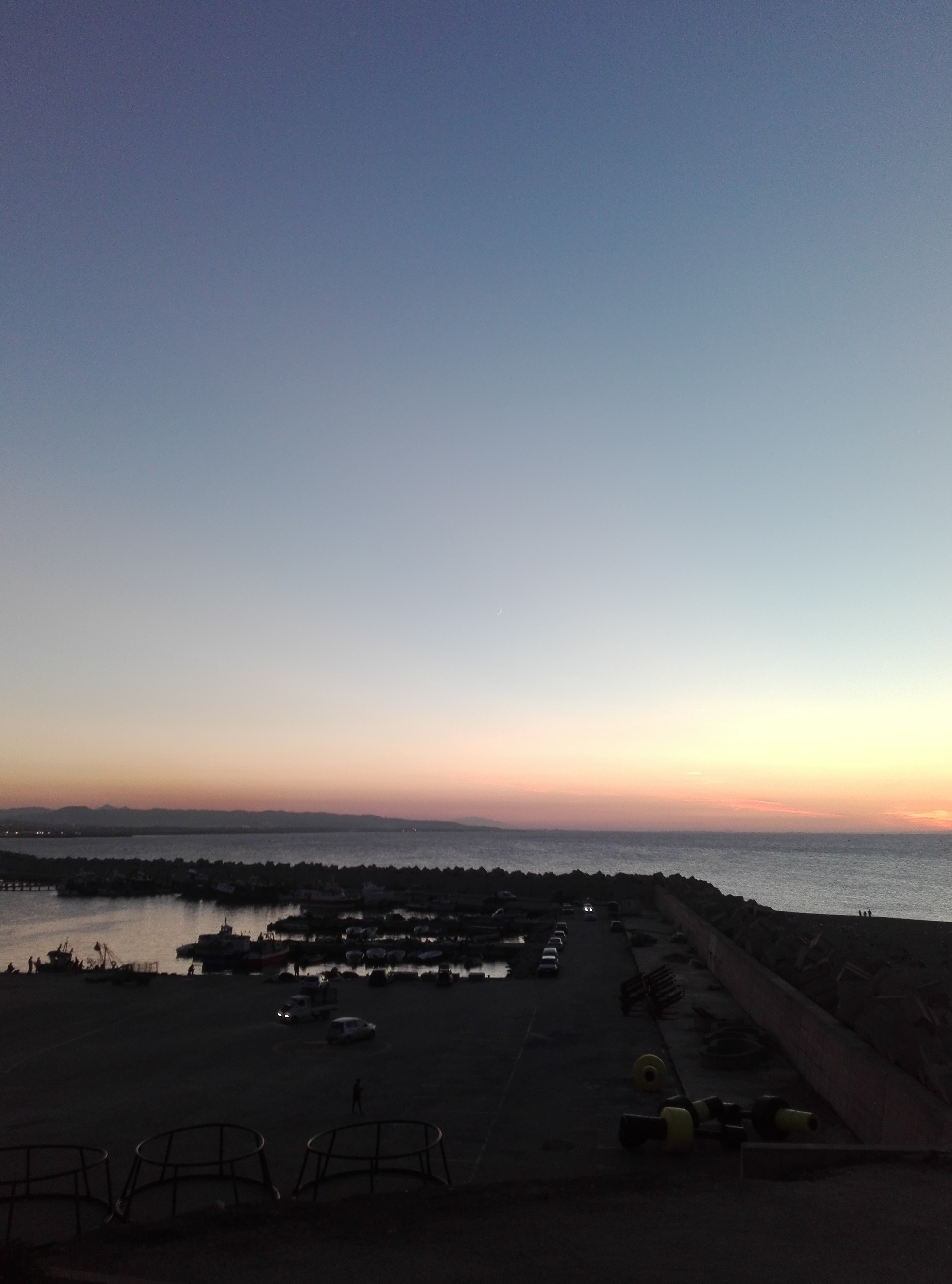
Vue sur le coucher de soleil au port de Cap Djinet.

L'histoire de Djinet remonte à la ville antique punique, puis romaine, dont l'identité a été longtemps contestée. Elle a été établie par la découverte d'une dédicace des Cissiani à Sévère Alexandre qui a permis l'identification définitive de sept villes antiques de la côte kabyle, entre Rusguniae au cap Matifou et Saldae, près de Bougie,.

## Économie
Djinet se trouve en zone montagneuse agropastorale possédant un port de pêche.

### Pêche

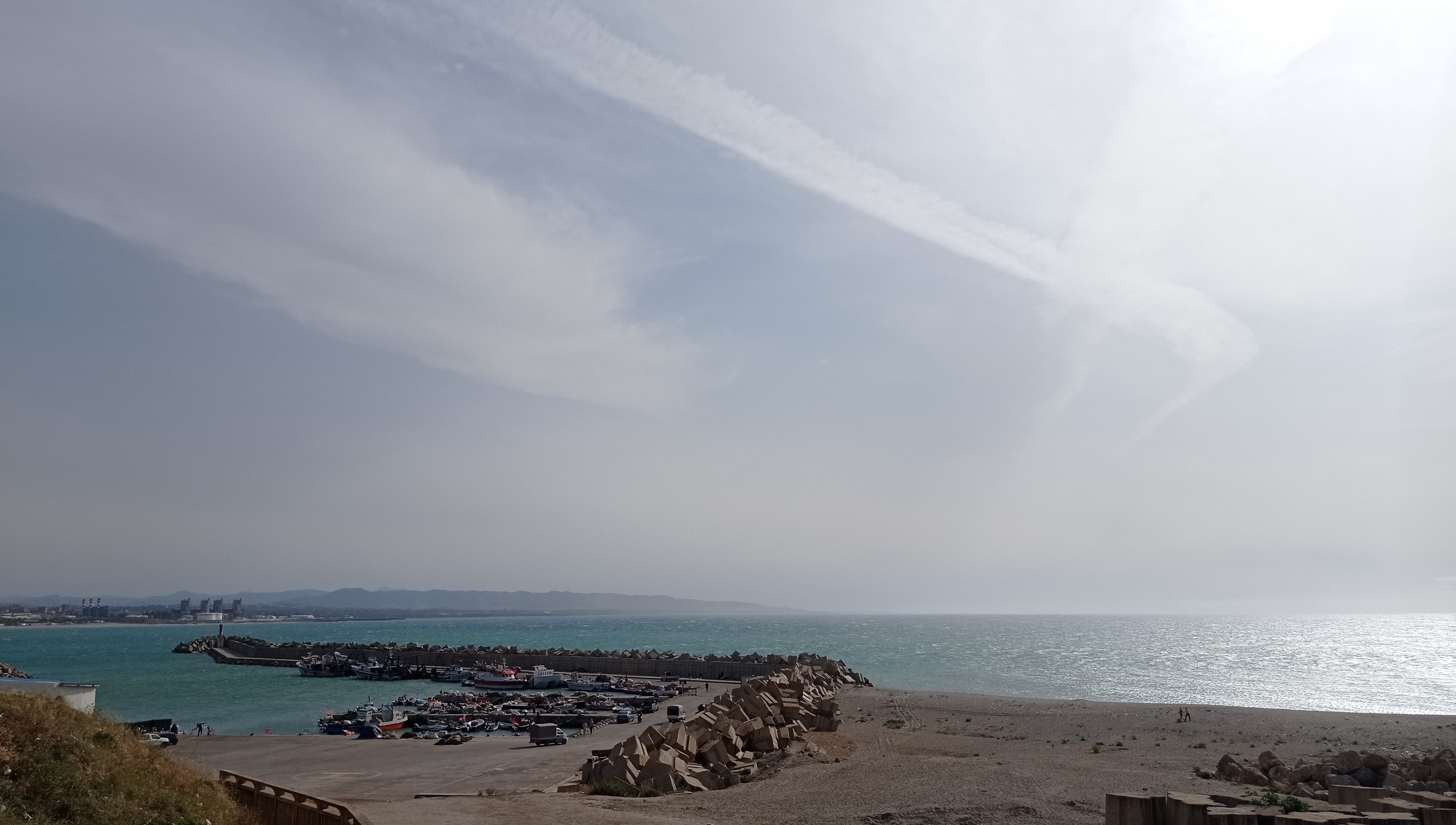
Vue sur l'horizon au port de Cap Djinet.

Le port de cap Djinet a une capacité d’accueil d'une centaine d'embarcations de pêche.
|     | Années    | Nombre de plages d'échouage | Nombre de ports | Nombre total d'embarcations de pêche | Port de Zemmouri El Bahri (embarcations) | Port de Dellys (embarcations) | Port de Cap Djinet (embarcations) |
| 1er | 2008-2014 | 9                           | 3               | 409                                  | 200                                      | 100                           | 109                               |

## Culture

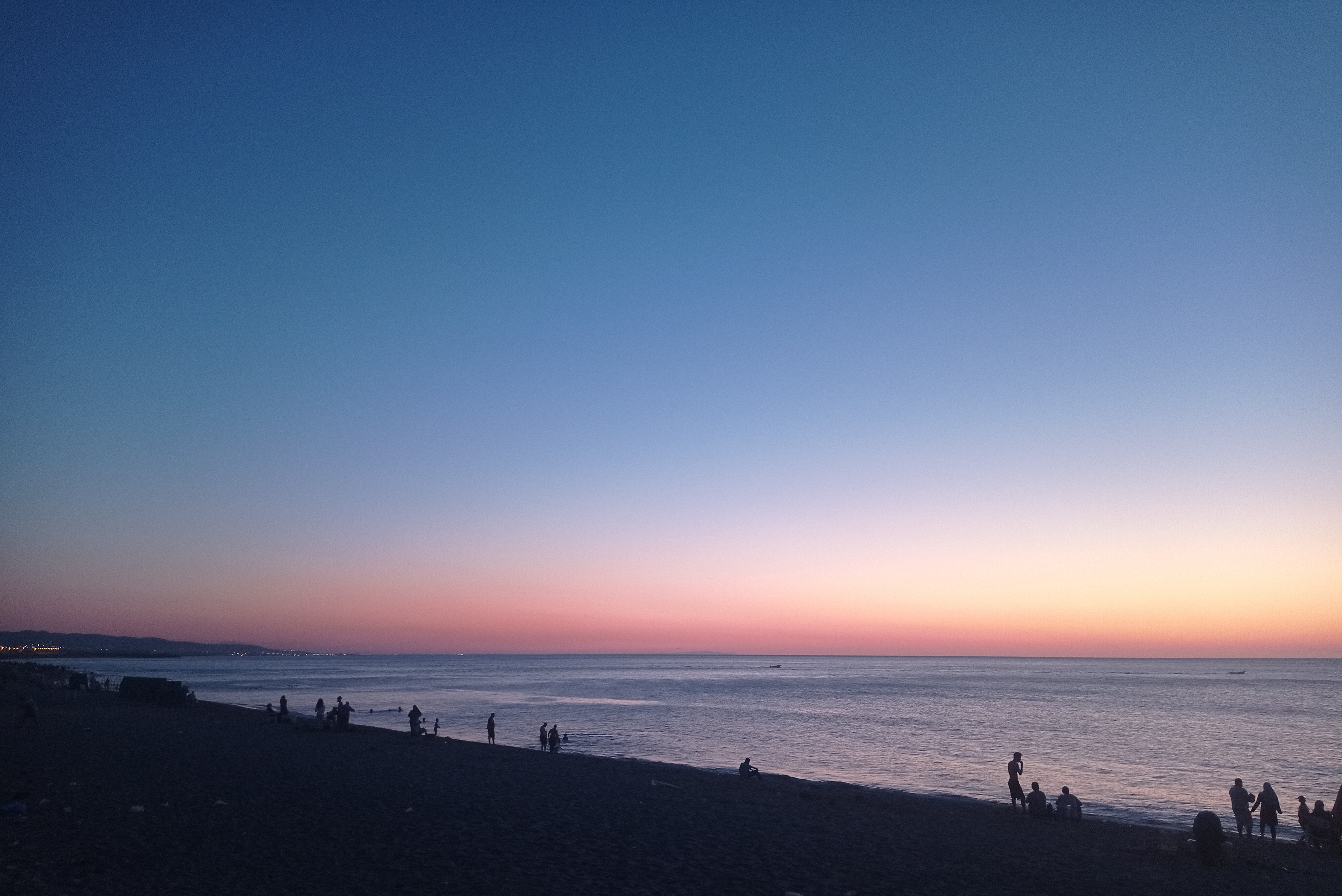
Coucher de soleil sur les plages de Djinet.